# Aloyzas Sakalas
Aloyzas Sakalas (ur. 6 lipca 1931 w Jusiškis, zm. 18 lipca 2022 w Wilnie) – litewski inżynier, wykładowca akademicki, polityk, poseł na Sejm i do Parlamentu Europejskiego.

## Życiorys
Ukończył w 1960 studia z zakresu inżynierii w Instytucie Politechnicznym w Kownie. W 1970 obronił doktorat, od 1972 pracował jako starszy wykładowca, habilitował się z zakresu fizyki i matematyki w 1977. W 1980 został profesorem na Uniwersytecie Wileńskim, wykładał na tej uczelni do 1990.
W 1989 zakładał Litewską Partię Socjaldemokratyczną, w latach 1991–1999 stał na czele tego ugrupowania. Następnie został jego honorowym przewodniczącym.
W 1990 zasiadł w Radzie Najwyższej Litewskiej SRR, był jednym z sygnatariuszy aktu niepodległości z 11 marca 1990. W parlamencie zasiadał też przez trzy kolejne kadencje, będąc wybieranym w 1992, 1996 i 2000 z ramienia socjaldemokratów. W kadencji 1992–1996 pełnił funkcję wicemarszałka Sejmu, w następnej kierował sejmową komisją do spraw prawnych. W 2004 z listy LSDP został wybrany deputowanym do Parlamentu Europejskiego. W wyborach w 2009 bez powodzenia ubiegał się o reelekcję.
Odznaczony m.in. Orderem Wielkiego Księcia Giedymina.